# Lanceros Boyacá
Lanceros Boyacá fue un club de fútbol colombiano de la ciudad de Tunja, en el departamento de Boyacá. Jugaba en la Categoría Primera B. El club es conocido por haber sido el equipo donde debutó Radamel Falcao bajo la denominación Lanceros Fair Play en 1999.

## Historia
Antes de Lanceros Boyacá hubo dos equipos de Fútbol en el Departamento de Boyacá que fueron Unión Sogamoso en  1968, y Unión Boyacá / Aguardiente Líder durante la década de 1980, ambos equipos jugaron en segunda división, pero sin ninguna posibilidad de ascender a la categoría Primera A, la cual era solo para equipos tradicionales desde  1948, a 1990. En  1991, empieza la categoría Primera B, segunda división o torneo de ascenso en el Fútbol Profesional Colombiano.
El equipo apareció en la temporada de 1993, de la Copa Concasa con la dirección técnica de Luis Humberto Montejo. En dicho torneo clasificó a los cuadrangulares en el Grupo B junto a Alianza Llanos, Cortuluá y Fiorentina de Caquetá, los dos últimos clasificaron al cuadrangular final donde quedó campeón Cortuluá. Los goleadores del equipo en dicho torneo fueron Leonardo Huertas con 10 goles, Gerson Paz con 9 y el brasileño Evan Smith con 8.
Ya en  1994, el equipo clasificó al cuadrangular final, donde terminó en la tercera posición.
En el campeonato de 1995, el equipo tunjano contrató a Néstor Castelblanco como entrenador. El equipo clasificó al hexagonal final donde terminó subcampeón del torneo con 21.5 puntos frente a los 26 de Atlético Bucaramanga. El goleador del equipo y el segundo del campeonato fue Wiston Manuel Girón con 10 anotaciones.
En la temporada 1995-96, el entrenador del equipo fue Eduardo Julián Retat. En esta temporada, por primera vez en su historia, no clasificó a la fase final y terminó séptimo con 49 puntos. Esto provocó que se nombrara un nuevo técnico para la temporada 1996-97, el cual fue José Suárez. El equipo clasificó al cuadrangular final con Deportivo Unicosta, Deportivo Pasto y Atlético Córdoba, pero quedó subcampeón por segunda vez en su historia cediéndole el campeonato a Deportivo Unicosta.
En 1997 el equipo boyacense vuelve a cambiar de entrenador y fue Edilberto Pineda el que asumió el cargo; pero no tuvo una buena temporada y terminó décimo en la tabla de reclasificación. Esto provocó que Víctor Luna entrenará al equipo en el campeonato de  1998, en el cual terminó sexto de la Copa Águila.
El equipo jugó partidos no solo en el Estadio La Independencia de Tunja sino también en Sogamoso en el Olímpico El Sol en las temporadas de 1998, 1999 y 2000, debido a los arreglos del estadio de la capital boyacense para los Juegos Deportivos Nacionales de Colombia 2000.

## Lanceros Fair Play
Para encarar el campeonato de 1999, el equipo cambió su razón social a Lanceros Fair Play y Hernán Pacheco asumió como nuevo director técnico. Para esta temporada el equipo finalizó en la novena posición. Para la temporada del  2000, el equipo finalizó en la posición número 12, y contó con el debut, a sus 13 años de edad, del delantero Radamel Falcao García.

## Venta de la Ficha del Equipo
En el  2001, Lanceros Boyacá se traslada a Chía (Cundinamarca), renombrado como Chía Fair Play durante el 2001, a 2004, Luego la ficha de este equipo se traslada en el  2005 a la ciudad de Bogotá, renombrando el equipo como Academia Fútbol Club. Este equipo dura hasta el  2012. Actualmente esta ficha pertenece al equipo Club Llaneros de Villavicencio.
En el  2003, Tunja vuelve a tener un equipo profesional, llamado Patriotas Fútbol Club, con el cual comenzó una nueva etapa del balompié Boyacense. Posteriormente se le uniría el Boyacá Chicó en 2005, equipo de la primera división que trasladó su sede desde Bogotá.

## Operación Sonrisa
En 1993 se enfrentaron Lanceros Boyacá y América de Cali en partido para reunir dinero para los niños con desnutrición en Boyacá y el Valle del Cauca, el partido lo ganaron los diablos rojos 2-1 en el Estadio La Independencia de Tunja con goles de Albeiro Usuriaga y Bernando Redin.

## Datos del club
- Temporadas en 1ª : 0.
- Temporadas en 2ª : 9 (1993-2000).
- Temporadas en 3ª : 0.
- Mejor puesto : 2° (1995) y (1996-97).
- Peor Puesto : 12° (2000).

## Uniforme
- Uniforme titular: Camiseta verde, pantalón rojo y medias rojas.
- Uniforme alternativo: Camiseta roja con bastones verdes, pantalón negro y medias negras.

## Estadio

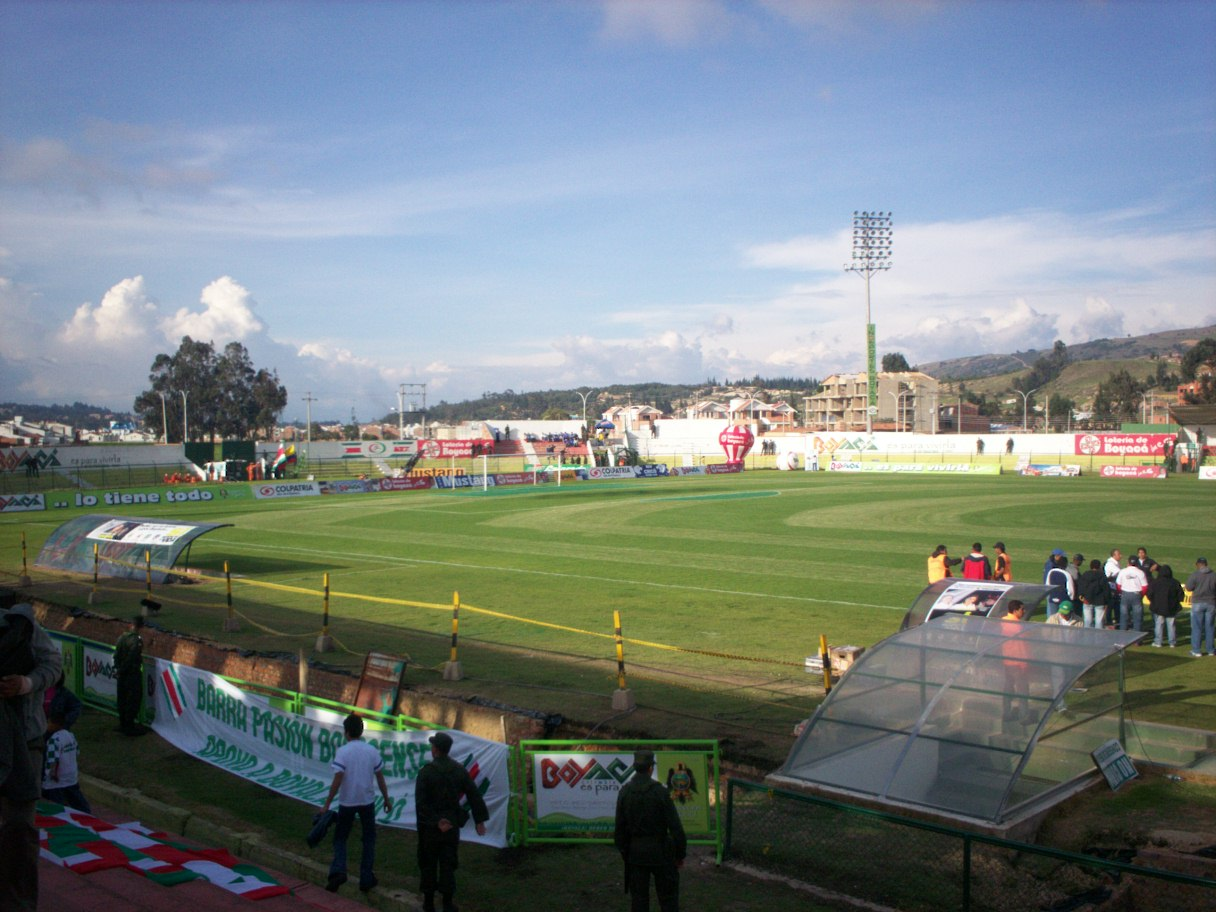
Sede de los partidos como local de Lanceros.

Se encuentra ubicado en la Villa Olímpica al norte de la ciudad de Tunja. Para aquel entonces contaba con una capacidad para unos 7.500 espectadores.

## Jugadores
Los futbolistas más importantes que pasaron por Lanceros fueron Hernán Torres, Ferley Villamil y Radamel Falcao García.

## Entrenadores

### Listado de todos los tiempos
- Luis Humberto Montejo 1993 - 1994
- Nelson Abadía 1994 - 1995
- Néstor Castelblanco 1995
- Eduardo Julián Retat 1995-96
- José Alberto Suárez 1996-97
- Edilberto Pineda 1997
- Víctor Luna 1998
- Hernán Pacheco 1999 - 2000

## Palmarés

### Torneos nacionales
- Subcampeón de la Categoría Primera B (2): 1995 y 1996-97.